# Gonzalo Farrugia
Luis Gonzalo Farrugia (Treinta y Tres 13 de mayo de 1949 - Montevideo, 9 de enero de 2009), fue un baterista uruguayo, miembro de los grupos Psiglo, Níquel, Porsuigieco y Crucis.

## Biografía

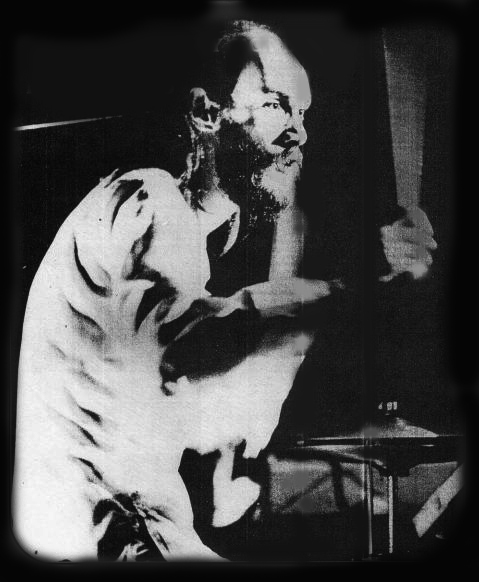
Gonzalo Farrugia en Buenos Aires, época de Crucis, 1977.

Hacia 1971 forma junto a César Rechac, Luis Cesio, Jorge García Banegas y Ruben Melogno de la formación del grupo Psiglo.
Luego del golpe de Estado en Uruguay se radicó en Buenos Aires, donde participó en el proyecto Porsuigieco y en la banda Crucis.
A inicios de 1978 reemplaza a Rolando Castello Junior en Aeroblus pero el grupo no prospera. Llegando a fines de 1978 se trasladó a la ciudad mexicana de Tijuana, donde junto a Francisco Javier García, formó la Banda Municipal de Tijuana en 1980. En este marco grabó una nueva versión del Himno Nacional Mexicano con base en las partituras oficiales, la cual fue adoptada por el gobierno de ese país como la oficial.
Compartió escenarios con músicos como Eduardo Mateo, Jorge Nasser y Virginia Martínez, León Gieco, Charly García, David Lebón, Pappo Napolitano (Aeroblus) y Alejandro Lerner.
Se suicidó el 9 de enero de 2009.
Su colega Jorge Barral (Opus Alfa, Días de Blues), compuso una canción en homenaje llamada "Es pa' ti", en la que colaboran los excompañeros de Psiglo Rúben Melogno y César Rechac.

## Discografía

### Con Psiglo
Long Plays
- Ideación (Clave NPS 701. 1973)
- Psiglo II (Clave 42705. 1981)
- Psiglo III Siglo Ibérico (El Cocodrilo Records JLA-CD-0228. 1991)

Simples
- En un lugar un niño / Gente sin camino (julio de 1972)
- No pregunten por qué / Vuela a mi galaxia (diciembre de 1972)
- Cambiarás al hombre / Construir, destruir (1974)

Reediciones
- Psiglo I y II (incluye el contenido completo de los dos álbumes del grupo, más el tema "Héroe de papel", censurado del segundo disco. Sondor. 1993.)

### Con Crucis
- Crucis (1975)
- Los Delirios del Mariscal (1976)

### Con PorSuiGieco
- Porsuigieco (1976)

### Solista
- Stellium (Sondor 8.136-2. 1999)